# Таити (нефтяное месторождение)
Таити англ. Tahiti) — нефтяное месторождение в США. Расположено в акватории Мексиканского залива, в 190 милях к югу от Нового Орлеана. Открыто в 2002 года. Освоение началось в 2009 году. Глубина моря в районе 1,2 км.
Нефтеносность связана с отложениями миоценового возраста. Извлекаемые запасы нефти оценивается 0,5 млрд барр. или 70 млн. тонн.
Оператором месторождение является нефтяная компания Chevron (58%). Его партнеры: StatoilHydro (25%) и Total (17%).